# Ekipa Bled
Ekipa Bled je slovenska kriminalistična televizijska serija, ki se je predvajala na kanalu TV SLO 1 ob nedeljah med 6. januarjem in 5. majem 2019. 
Mladi kriminalist Luka, ki ga je prizadela smrt prijatelja, je po konfliktu z nadrejenimi premeščen iz Ljubljane na Bled, kjer se ukvarja z majhnimi problemi. Tamkajšnjo policijsko enoto sestavljata še kriminalistka Nives in šef Ferdo, vdovec. V vsaki epizodi rešijo en primer.
Ferdo bi rad prikril škandal Jakoba Globočnika iz ugledne blejske družine. Luka se zaplete z Jakobovo hčerjo Saro, ki je doštudirala v Ljubljani.

## Zasedba
- Janko Mandić: Luka Glažar
- Barbara Cerar: Nives Šmid
- Gaber Trseglav: Ferdo Svetina
- Mia Skrbinac: Sara Globočnik

### Epizodne vloge
- Matija Vastl: kriminalist Urh iz Ljubljane
- Milan Štefe: Jakob Globočnik
- Maruša Oblak: Irena Globočnik
- Lovro Zafred: Timi, vlomilec in žrtev lokalnega veljaka
- Aljaž Jovanović: Tomo
- Matej Tunja: mali lopov Žare
- Robert Prebil: požigalec Polde

## Ekipa
- avtorja: Gregor Fon in Blaž Završnik
- scenarij: Gregor Fon in Nina Zupančič
- izvršni producenti: Nina Jeglič, Darej Šömen in Nina Bučuk
- producent: Jani Sever
- direktor fotografije: Rok Kajzer Nagode
- montažer: Marina Vojković
- scenografinja: Maja Moravec
- kostumografinja: Tina Žen
- maska: Urška Bizjak
- oblikovalec zvoka: Luka Furlan

## Produkcija
Serijo je produciralo podjetje Sever&Sever. Odkupil jo je RTV Slovenija za 511.424 evrov prek razpisa iz leta 2017. Snemali so na Bledu in okolici od začetka oktobra 2018.

## Kritike
Jela Krečič (Delo) je po ogledu prvih dveh delov nacionalki očitala, da ignorira obstoj dobrih serij na drugih kanalih in platformah. Scenarij se ji je zdel nedodelan in hudo zmeden glede lastne identitete. Imela je občutek, da se igralci ne morejo vživeti v svoje vloge, zmotila jo je tudi zmeda glede dialekta. Ni razumela, zakaj serija ne izkoristi lepot Bleda. Primeri so ji bili nezanimivi, žrtve klišejske, zlikovci pa neprepričljivi. Glavni junak se je po njenem mnenju obnašal kot mulast najstnik, čeprav naj bi bil hamletovsko kompleksen, razlaga njegove tragične drže s travmatično mladostno izkušnjo pa se ji je zdela klišejska.
Pri Mladini so se norčevali iz navdušenja mladega policista nad srečanjem Luke s predsednikom, saj se mu je v Sloveniji težko izogniti.